# Georg Graf von Thurn
Georg, graf von Thurn (Georges, comte de Thurn) ou Georg, graf von Thurn und Valsássina-Como-Vercelli, Freiherr zum Kreuz (né le 3 janvier 1788 à Prague en République Tchèque, mort le 9 février 1866 à Vienne en Autriche) est un militaire autrichien qui a participé à la deuxième guerre d'indépendance italienne.

## Biographie
En 1808, le comte Georg entre dans le bataillon Klagenfurt Landwehr et est rapidement promu lieutenant. Lors de la campagne de 1809, il est fait capitaine, avant de quitter l'armée. En 1813, il rejoint le 4e bataillon de chasseurs en tant que lieutenant et est affecté au groupe de combat nouvellement organisé, le Jägerkorps FML Fenner Fenneberg. En 1814, il est en Italie et reçoit la croix de chevalier de l'ordre de Léopold.
Lors de la campagne de 1815, il fait partie du corps Neipperg. À la tête de l'avant-garde, il entre victorieux le 29 avril à Pesaro. Pour ce fait d'armes, il reçoit la Croix de chevalier de l'ordre de Marie-Thérèse. En 1816, il est promu major dans le régiment d'infanterie no 26 et est nommé secrétaire de légation de l'empire auprès de l'ambassade détachée à Saint-Petersbourg. En 1818, il est chargé d'affaires impérial à la cour des tsars, et en 1820 ambassadeur extraordinaire à la cour de Wurtemberg. En 1825, il rejoint à nouveau son poste d'officier d'état-major auprès du quartier-maître général du service militaire. À l'été 1828, il est directeur du département topographique en Hongrie. En octobre 1829, il devient lieutenant-colonel, en 1830, il est promu commandant du régiment d'infanterie no 49 et le 29 février 1836, major général. En 1837, il est brigadier au Tyrol, en 1838 à Graz, le 21 février 1845, il est nommé lieutenant-maréchal. En 1845, il est divisionnaire à Pest. En 1846, il est sous-propriétaire à court terme du régiment d'infanterie no 34. L'année suivante, il est de nouveau transféré à Graz et à nouveau divisionnaire.
Pendant le conflit de 1848, il reprend une division du IIe Corps de réserve formé en Autriche intérieure sous l'égide du comte Nugent et concentre ses troupes sur l'Isonzo. Nugent marche sur Udine et traverse le Tagliamento dans le but de s'unir à la principale armée du maréchal-comte Radetzky. Mais il tombe malade le 17 mai et cède son commandement au comte Thurn. Le 18 mai, la marche reprend vers Vérone et toutes les troupes disponibles prennent le nom du IIIe Corps d'Armée impériale. Le 22 mai, c'est la réunion avec l'armée principale à Villanuova et San Bonifacio. Thurm doit ensuite rentrer à Vicence, où le corps papal dirigé par le général Durando continue de menacer la retraite. Le coup d'État projeté ayant échoué, il rentre à Vérone le 25 mai et reprend une division du Ier Corps de Réserve dirigé par von Wocher. Le 29 juillet 1848, le comte Thurn s'empare du IVe corps nouvellement composé, avec lequel il prend part à la persécution des Sardes sur l'Adige au début du mois d'août. Au cours de la campagne de 1849, il dirigea son corps au-dessus de l'Agogna au Nord et attaque dans l'après-midi avec sa division dirigée par Culoz, action décisive dans la bataille de Novare. Ce fait d'armes lui valut la croix de commandant de l'ordre de Marie-Thérèse. Les corps de Thurn resteront à Alexandrie après le retrait de Radetzky du Piémont. Il a ensuite pris le commandement du IIe Corps de réserve lors du siège de Venise. Le 16 mai 1849, il arrive au quartier général de Haynau à Papadopoli pour prendre en charge le commandement local.
Une fois la paix revenue, il reprend la tête du VIIIe Corps et est nommé commandant militaire en 1850 d'Autriche intérieure et en 1851, Feldzeugmeister. En 1855, il est élu président du Sénat dans l'institution suprême de justice militaire et prend sa retraite le 16 juin 1860. Il a été récompensé pour ses mérites de la grande croix de l'ordre de Léopold. 
Le comte Thurn meurt à Vienne en 1866, il est enterré dans le caveau familial de Bleiburg en Carinthie.

## Famille et descendance
Georg von Thurn est le fils du major général Franz-Xaver von Thurn und Valsassina, tombé en 1790 devant Giurgiu et de la comtesse Marie-Anne de Sinzendorf-Ernstbrunn (1758-1842). Sa famille paternelle descend d'une branche cadette de la célèbre dynastie milanaise des Torriani. Les Thurn und Valsassina sont originaires du Frioul mais appartiennent à la noblesse autrichienne et les membres de la famille portent le titre de comte ou comtesse de Thurn et Valsassina-Como-Vercelli.
Il avait épousé le 28 mai 1833 la comtesse Emilie Chorinsky von Ledske (1811–1888), dont il avait eu 5 enfants :
- Georg Friedrich (1834–1879), dont descendent les comtes actuels ;
- Johann Duclas (1835-1904), qui épouse à Irlbach en 1863 la comtesse Gabrielle de Bray-Steinburg (1841-1892), d'où Marianne (1869-1940), mariée en 1889 au comte Léopold-Pierre de Goëß ;

- Friedrich (1836- ?) ;
- Anna (1837-1864), qui épouse à Graz en 1862 le prince Léopold de Salm-Reifferscheidt-Krautheim und Dyck ;
- Joseph Rudolf (1839-1901), qui épouse à Vienne en 1865 la comtesse Sophie Vrints zu Falkenstein (1846-1905), d'où Emilienne (1866-1960), mariée en 1885 à Don Luigi Dentice, 8e prince de Frasso, et Franziska (1868- ?).